# Письмове приладдя

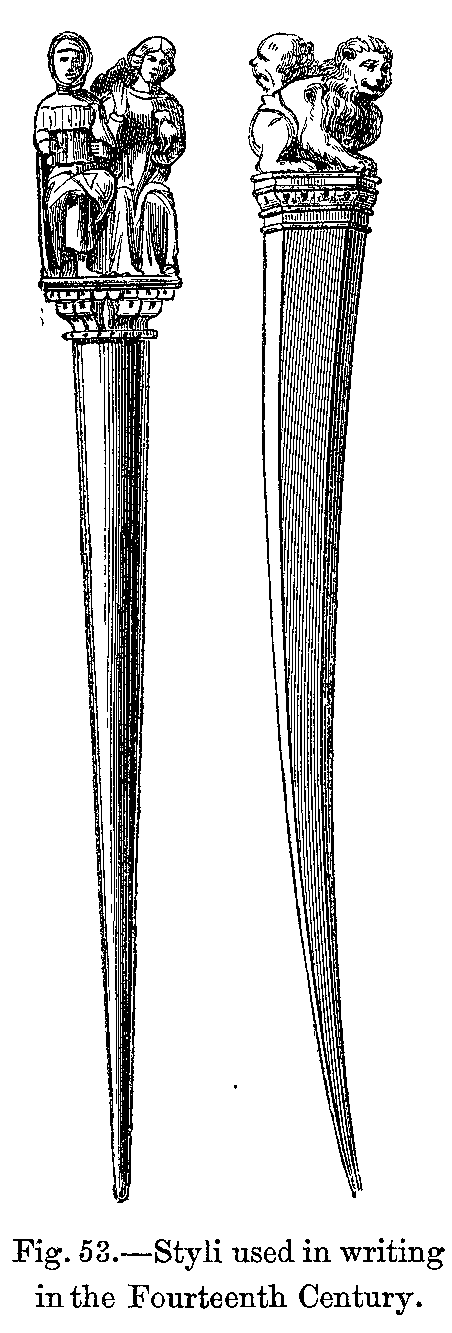
Стилі (стилуси), що використовувались у письмі в XIV столітті.

Письмове приладдя (інструмент для писання) — предмет який використовується створення письма. Написання складається з різних фігур, рядків або форм. Більшість із цих предметів, можна також використовувати для інших завдань, таких як живопис, малювання та креслення, але письмові інструменти, зазвичай, мають створювати плавну, керовану лінію.
Одним з видів письмового приладдя, що застосовується рідше, є стилус, який використовується незрячими особами разом із дошкою для вибивання крапок шрифтом Брайля.

## Автономне
Такому приладдю властива функціональність, оскільки термін корисного використання відповідає тривалості їх фізичного існування, тобто такі інструменти для письма не можуть «закінчуватися» і зберігатись як марні предмети.

### Без пігменту
Найдавніші відомі приклади письма, були створені шляхом різьблення пласкої поверхні за допомогою жорсткого інструменту, а не нанесенням пігменту, наприклад, китайський цзяґувень вирізаний на черепашачих панцирах та кістках тварин. Однак це може просто вказувати на відносну довговічність таких артефактів, а не по-справжньому відбивати розвиток техніки письма, оскільки застосування пігменту засвідчене на доісторичних печерних зображеннях, таких як картини в Ласко.
Стародавні шумери та їх наступники, такі як вавилоняни, створили клинопис, використовуючи трикутний стилус на глиняних табличках, роблячи характерні клиноподібні позначки. Після цього глиняні таблички обпалювали, щоби вони затверділи і назавжди зберегли нанесені символи.
Декілька інших древніх культур, таких як Мікенська цивілізація, також робили свої записи на глиняних табличках, але не обпалювали їх. Велика частина Лінійного письма Б Мінойської цивілізації випадково збереглася внаслідок руйнівного Мінойського виверження, яке дуже обпекло ці таблички. Римляни використовували свинцеві стилуси з вощеними дощечками, які можна було «стирати» повторним натиранням гладкої поверхні за допомогою бджолиного воску.
У сучасну епоху (ХХІ ст.) деякі комп'ютерні пристрої введення використовують стилус для впровадження інформації на екран за допомогою натискання і просування, а не за допомогою пігменту.

### З відповідним пігментом

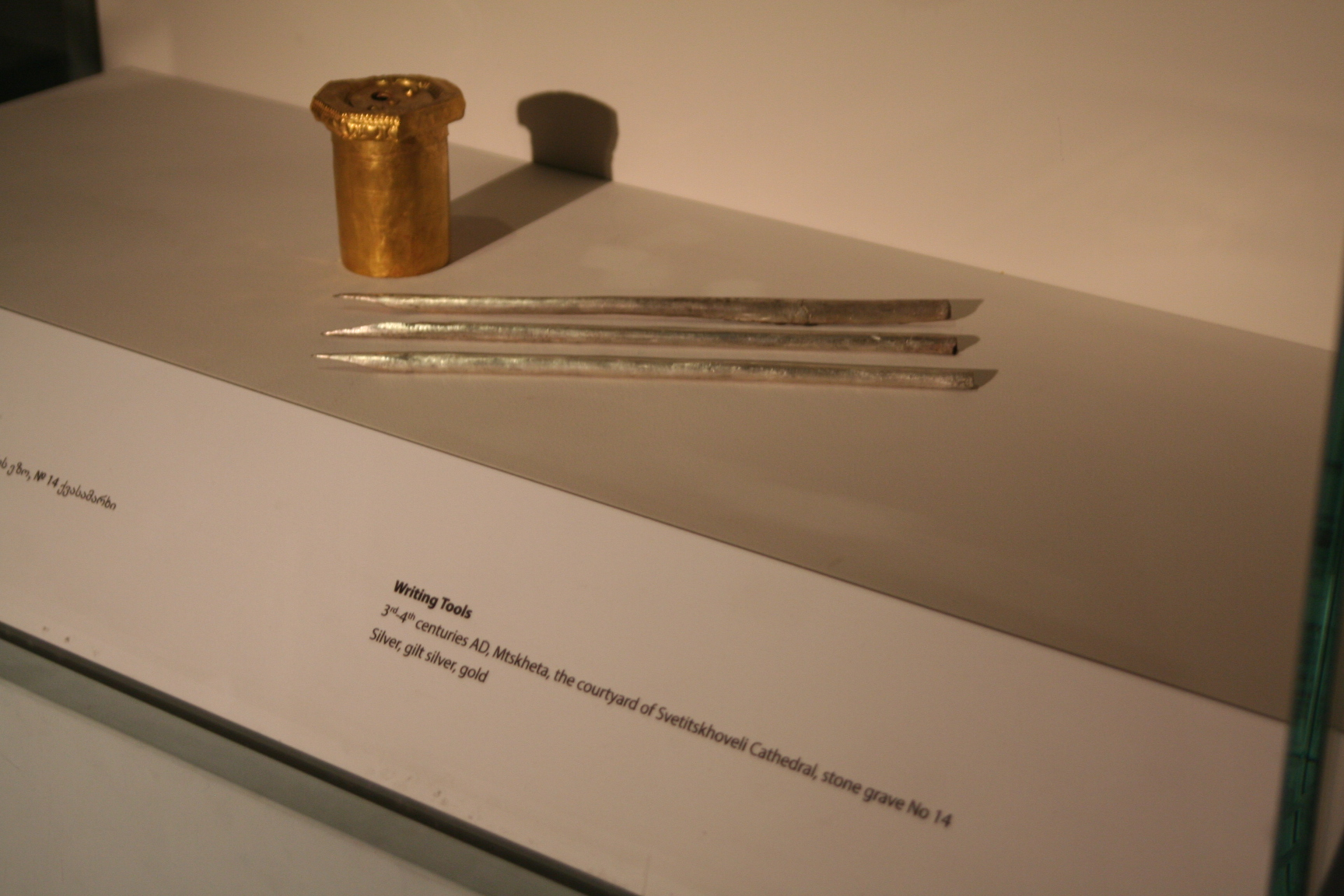
Письмове приладдя III—IV століть із Мцхети, Грузія

Початковою формою «простого олівця» був свинцевий стилус, який використовували римляни, для написання на дереві або папірусі, залишаючи темні смуги там, де м'який метал стирався об поверхню. Концепцію, відроджено останнім часом як «вічну ручку»: металевий сплав на основі свинцю, який залишає темні сліди на папері, стираючи невеликі шматочки серцевини з поверхні.
Більшість сучасних «свинцевих олівців» має не отруйну серцевину з сірувато-чорного графіту, змішаного з різними пропорціями глини для відповідної консистенції, укладену в зовнішній дерев'яний кожух задля захисту крихкого графіту від пошкодження або залишення слідів на руці користувача.
Біла крейда традиційно використовується в навчальних закладах, щоби писати на дошці в передній частині класу чи авдиторі. У ХІХ столітті, а часом і в ХХ столітті, коли папір був менш доступний, окремі учні та студенти також писали крейдою на своїх маленьких дошках.
Олівці та крейда існують у варіантах, які можуть створювати позначки в інших кольорах, але кольорові олівці чи кольорова крейда, як правило, вважаються художніми матеріалами, а не письмовим приладдям. Подібним чином маленькі діти можуть використовувати кольорові олівці, щоби писати слова на власних малюнках, але писання не вважається основним використанням для кольорових олівців.
Восковий олівець нагадує своїми властивостями кольоровий олівець та простий олівець завдяки тому, що має воскову серцевину з кольоровим пігментом в захисному паперовому кожусі, але його пропорції ближче до звичайного олівця. Воскові олівці в основному використовуються на непористих поверхнях, таких як порцеляна або скло.
Звичайні олівці, крейда та кольорові олівці мають спільну ознаку — вони не можуть «закінчитися». Термін служби цих знарядь праці тісно пов'язаний з їх фізичним існуванням. Однак можуть бути потрібні спеціалізовані аксесуари, такі як точилки для олівців, для відповідного загострення робочого кінця серцевини або зняття зовнішньої оболонки навколо кінчика.

## З допоміжними елементами
Вимагають доданого пігменту для писання, і не можуть бути використані за призначенням коли порожні.

### Пера
Ручка — найпоширеніша форма письмового знаряддя, за допомогою якого можна залишити чорнильний слід на поверхні.

#### Капілярні пера
Перші пера виготовляли з тонкого порожнистого природного матеріалу, який міг утримувати невелику кількість чорнила завдяки капілярному ефекту. Однак ці пера могли утримувати відносно невелику кількість чорнила і для поповнення, перо час від часу занурювали назад у зовнішній каламар.
Очеретяні пера використовували древні єгиптяни для писання на папірусі. Гусячі пера використовувалися в Європі та Сполучених Штатах до XVII-XIX століть і досі застосовуються з різною метою, наприклад навчання каліграфії та за урочистих обставин, таких як основні банківські операції. Найпоширенішими були пера з гуски або ворони, хоча пір'ю лебедів і павичів іноді віддавали перевагу завдяки престижу.
Сталеве перо має сталевий наконечник (власне перо) та тримач для руки. Тримач для пера може бути універсальним для різних видів письма, шрифтів, картографування та утримувати наконечники для малювання нот. Їх можна використовувати з більшістю видів чорнила, деякі з яких несумісні з іншими типами пер. Автоматичні пера — це категорія заглибних ручок, у яких перо складається з двох частин і вміщує більшу кількість чорнила. Однак, як і всі його попередники, сталеві наконечники мали обмежене вмістище для чорнила і властивість утворювати чорнильні плями на сторінці.

#### Авторучки

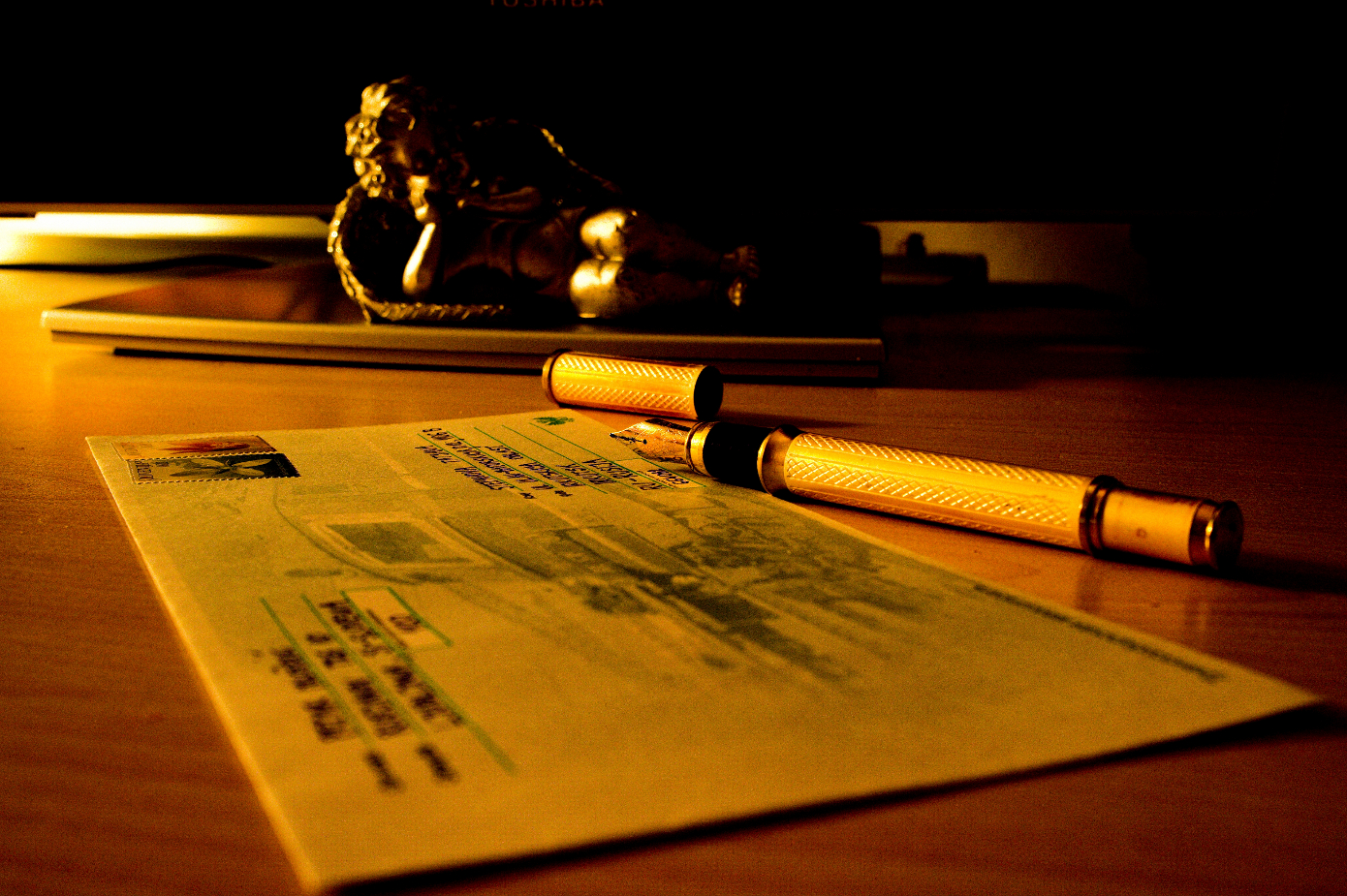
Лист, написаний авторучкою.

Авторучки було винайдено в ХІХ столітті. Вони складаються з блоку наконечника, камери для чорнильного вмістища та зовнішнього кожуха. Кожух, як правило, має кришку для пера, що захищає від випаровування та утримує всередині чорнило. Залежно від будови пера, вмістище для чорнила можна заповнювати кількома різними способами: безпосереднім додаванням піпеткою, відсмоктуванням із застосуванням внутрішнього механізму або одноразовими попередньо заповненими картриджами.
Лише певні типи чорнила можна використовувати в авторучці, щоб уникнути засмічення механізму пера. Зазвичай чорнило для авторучок — це водяний розчин барвника з додаванням спирту й гліцерину. Хоча більше вмістище авторучок вимагає менш частого поповнення, чорнило може незручно виливатися за певних умов, забруднюючи при цьому папір, пальці або одяг. Різниця в тиску повітря може спричинити неприємні ефекти під час подорожі літаком.

#### Одноразові ручки
Велика кількість нових видів ручок була поширена в ХХ столітті. Деякі з них не призначені для наповнення чорнилом після використання чи висихання; хоча загалом внутрішній відсік для чорнила може бути замінений. Зазвичай ціла ручка просто викидається коли припиняє писати.
До таких типів належать кулькова ручка (яку часто називають біро в багатьох країнах Співдружності націй) та фломастер. Вони також мають підтипи, які називають відповідно до типу чорнила, наприклад флуоресцентні маркери, ручки-роллери та гелеві ручки.

### Механічні олівці
Альтернатива простому олівцю — механічний олівець. Завдяки автоматичній подачі грифеля він не вимагає заточування. На відміну від конструкції традиційного дерев'яного олівця навколо твердого графітового осердя, механічний олівець подає крізь його кінчик невеликий рухомий шматочок графіту. Графіт у механічних олівців, як правило, набагато товщий, ніж серцевина у дерев'яних олівців, його діаметр може бути менше міліметра. Це робить їх особливо корисними для дрібних позначок чи приміток, хоча різну товщину не можна забезпечити одним і тим же олівцем, якщо він навмисно не розроблений для цього.

### Пензлі
Хоча в західній цивілізації письмо зазвичай робиться певним видом олівця чи пера, інші культури можуть використовувати відмінні інструменти. Китайські ієрогліфи традиційно пишуться пензлем.
Пензель відрізняється від пера тим, що замість жорсткого кінчика має м'які волосинки. Попри те, що ручки з напівгнучкими наконечниками та рідкими чорнилами також можуть змінювати ширину лінії залежно від ступеня прикладеного тиску, розбіг їх різновидів набагато менший.
Зазвичай, для письма пензлем використовували чорнило, занурюючи кінчик у зовнішній чорнильне вмістище на чорнильному камені, аналогічно традиційному перу із каламарем. Зараз деякі компанії виготовляють ручки-пензлики, які в цьому відношенні нагадують авторучку із внутрішнім вмістищем для чорнил, вбудованим у руків'я, яке можна заправити замінними картриджами або за допомогою конвертора.

## Складники

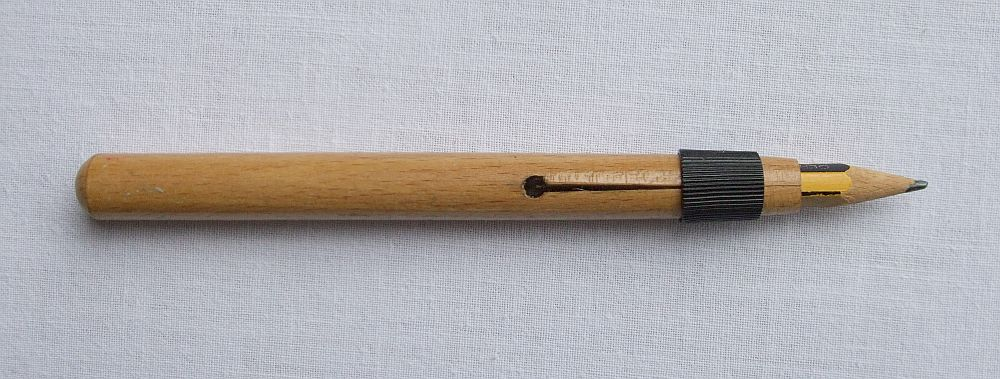
Дерев'яний подовжувач олівця.

Інші знаряддя, опосередковано пов'язані з письмом, передбачають гумки для ручки та олівця, точилки для олівців, подовжувачі олівців, каламарі, промокальний папір та лінійки, а також інші канцелярські товари. Трафарети можна використовувати для створення стандартизованих літер, візерунків або підписів. Існують також точилки для олівців, які можна використовувати винятково з дерев'яними олівцями.

## Дивитися також
- Список типів ручок
- Письмо в космосі